# Paris 1919
| Оценки критиков               | Оценки критиков |
| Источник                      | Оценка          |
| ----------------------------- | --------------- |
| AllMusic                      | [ 3 ]           |
| Christgau's Record Guide      | B+              |
| The Guardian                  | [ 5 ]           |
| Mojo                          | [ 6 ]           |
| Pitchfork                     | 9.5/10          |
| Q                             | [ 8 ]           |
| The Rolling Stone Album Guide | [ 9 ]           |
| Spin Alternative Record Guide | 10/10           |

Paris 1919 (с англ. — «Париж, 1919 год») — третий сольный студийный альбом валлийского музыканта Джона Кейла, выпущенный 25 февраля 1973 года на лейбле Reprise. Название пластинки отсылается к Парижской мирной конференции, проходившей с 1919 по 1920 год.

## Список композиций
Все песни были написаны Джоном Кейлом.
| №  | Название                       | Длительность |
| -- | ------------------------------ | ------------ |
| 1. | «Child's Christmas in Wales»   | 3:21         |
| 2. | «Hanky Panky Nohow»            | 2:46         |
| 3. | «The Endless Plain of Fortune» | 4:13         |
| 4. | «Andalucia»                    | 3:54         |
| 5. | «Macbeth»                      | 3:08         |

| №                   | Название                 | Длительность |
| ------------------- | ------------------------ | ------------ |
| 1.                  | «Paris 1919»             | 4:07         |
| 2.                  | «Graham Greene»          | 3:00         |
| 3.                  | «Half Past France»       | 4:20         |
| 4.                  | «Antarctica Starts Here» | 2:47         |
| Общая длительность: | Общая длительность:      | 31:30        |